# Hail to the King
Hail to the King — шостий студійний альбом американської групи Avenged Sevenfold, який вийшов 23 серпня 2013 року.

## Композиції
1. Shepherd of Fire — 5:25
2. Hail to the King — 5:06
3. Doing Time — 3:27
4. This Means War — 6:10
5. Requiem — 4:23
6. Crimson Day — 5:00
7. Heretic — 4:55
8. Coming Home — 6:26
9. Planets — 6:00
10. Acid Rain — 6:41